# Tifón Ketsana
El Tifón Ketsana (Designación internacional: 0916, designación JTWC: 17W, nombre de PAGASA: Ondoy) se formó el 23 de septiembre de 2009, a 860 km (535 mi) al noroeste de Palau. La depresión se mantuvo débil y se convirtió en una zona de baja presión más tarde ese día según la Agencia Meteorológica de Japón. El área de baja presión se reintensifico temprano al día siguiente y fue nombrada como la depresión tropical Ondoy por la Administración de Servicios Atmosféricos, Geofísicos y Astronómicos de Filipinas y el Joint Typhoon Warning Center emitió una alerta de formación de ciclones tropicales. Fue entonces cuando pasó a ser una depresión tropical por JMA más tarde esa mañana, antes de que la JTWC hiciera lo mismo el 25 de septiembre, designándola como depresión 17W. La intensificación de Ondoy se vio obstaculizada el 25 de septiembre porque el sistema se movía en una zona de cizalladura vertical moderada y un nivel superior a través de la presión que se cernía sobre el sistema. Fue entonces cuando pasó a ser una tormenta tropical y nombrado como Ketsana antes de pasar sobre la isla de Luzón en las Filipinas. A medida que avanzaba en el mar del sur de China, después el sistema dramáticamente se movió hacia el oeste.
Ketsana trajo las peores lluvias a Manila entre los tifones registrados desde el inicio del registro de precipitaciones de mantenimiento de acuerdo por PAGASA, produciendo, sólo vientos moderados, pero trajo consigo lluvias fuertes. La presidenta Gloria Macapagal Arroyo declaró un "estado de calamidad" que abarca la mayor parte de Luzón, después de que al menos 86 personas fueron inicialmente reportadas muertas en deslizamientos de tierra y otros incidentes. Los niveles de la inundación alcanzó un récord de 20 pies de alto en las zonas rurales. El 28 de septiembre de 2009, por lo menos 240 muertes fueron reportadas oficialmente por el tifón en Filipinas.